# Tour de Flandes femenino
La Tour de Flandes femenino (oficialmente Ronde van Vlaanderen voor vrouwen) es una carrera profesional femenina de ciclismo en ruta de un día que se disputa anualmente en la región de Flandes, en Bélgica. Es la versión femenina de la carrera del mismo nombre y se celebra el mismo día que su homónima, primer domingo de abril.
Su primera edición se corrió en 2004 como prueba puntuable para la Copa del Mundo de Ciclismo Femenina y desde 2016 forma parte del UCI WorldTour Femenino creado ese año.

## Palmarés
| Año  | Ganador                     | Segundo                | Tercero                     |
| ---- | --------------------------- | ---------------------- | --------------------------- |
| 2004 | Zulfiya Zabirova            | Trixi Worrack          | Leontien van Moorsel        |
| 2005 | Mirjam Melchers             | Susanne Ljungskog      | Monia Baccaille             |
| 2006 | Mirjam Melchers             | Christiane Soeder      | Loes Gunnewijk              |
| 2007 | Nicole Cooke                | Zulfiya Zabirova       | Marianne Vos                |
| 2008 | Judith Arndt                | Kristin Armstrong      | Kirsten Wild                |
| 2009 | Ina Teutenberg              | Kirsten Wild           | Emma Johansson              |
| 2010 | Grace Verbeke               | Marianne Vos           | Kirsten Wild                |
| 2011 | Annemiek van Vleuten        | Tatiana Antóshina      | Marianne Vos                |
| 2012 | Judith Arndt                | Kristin Armstrong      | Joëlle Numainville          |
| 2013 | Marianne Vos                | Ellen van Dijk         | Emma Johansson              |
| 2014 | Ellen van Dijk              | Lizzie Armitstead      | Emma Johansson              |
| 2015 | Elisa Longo Borghini        | Jolien D'Hoore         | Anna van der Breggen        |
| 2016 | Lizzie Armitstead           | Emma Johansson         | Chantal Blaak               |
| 2017 | Coryn Rivera                | Gracie Elvin           | Chantal Blaak               |
| 2018 | Anna van der Breggen        | Amy Pieters            | Annemiek van Vleuten        |
| 2019 | Marta Bastianelli           | Annemiek van Vleuten   | Cecilie Uttrup Ludwig       |
| 2020 | Chantal van den Broek-Blaak | Amy Pieters            | Lotte Kopecky               |
| 2021 | Annemiek van Vleuten        | Lisa Brennauer         | Grace Brown                 |
| 2022 | Lotte Kopecky               | Annemiek van Vleuten   | Chantal van den Broek-Blaak |
| 2023 | Lotte Kopecky               | Demi Vollering         | Elisa Longo Borghini        |
| 2024 | Elisa Longo Borghini        | Katarzyna Niewiadoma   | Shirin van Anrooij          |
| 2025 | Lotte Kopecky               | Pauline Ferrand-Prévot | Liane Lippert               |

## Palmarés por países
| País           | Victorias |
| -------------- | --------- |
| Países Bajos   | 8         |
| Bélgica        | 4         |
| Alemania       | 3         |
| Italia         | 3         |
| Reino Unido    | 2         |
| Kazajistán     | 1         |
| Estados Unidos | 1         |

## Estadísticas

### Más victorias
| Ciclista             | Victorias | Años              |
| -------------------- | --------- | ----------------- |
| Lotte Kopecky        | 3         | 2022, 2023 y 2025 |
| Mirjam Melchers      | 2         | 2005 y 2006       |
| Judith Arndt         | 2         | 2008 y 2012       |
| Annemiek van Vleuten | 2         | 2011 y 2021       |
| Elisa Longo Borghini | 2         | 2015 y 2024       |